# Camille Polonceau
Jean-Barthélémy Camille Polonceau (Chambéry, 29 oktober 1813 - Viry-Châtillon, 21 september 1859) was een Franse spoorwegingenieur.
Polonceau is de zoon van ingenieur Antoine-Rémy Polonceau en Antoinette Adèle Chaper. Hij studeerde in 1836 af aan de École Centrale de Paris en werd in dienst genomen door Auguste Perdonnet, hoofdingenieur van de Compagnie du chemin de fer de Paris à Versailles-Rive-Gauche. In 1837 ontwerpt hij het Polonceau-spant, een kapspant opgebouwd uit twee onderspannen driehoekige liggers, verbonden door een trekstaaf.

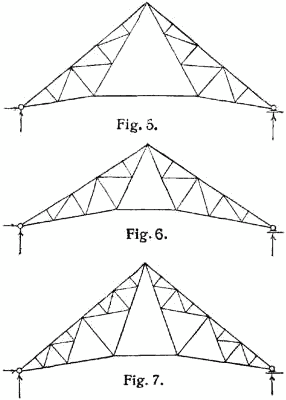
Polonceau-spant

Het Polonceau-spant was in de tweede helft van de negentiende eeuw de meest gebruikte overspanningsconstructie voor zadeldaken.
- Biblioteca Nacional de España: XX1394758
- Bibliothèque nationale de France: cb104816937 (data)
- Gemeinsame Normdatei: 141125438
- International Standard Name Identifier: 0000 0000 7798 8724
- Base Léonore: LH//2193/60
- Système universitaire de documentation: 122997573
- Virtual International Authority File: 89688984
- WorldCat: E39PBJv4rrQFp48rJvfQVVmPQq